# Воробьёв, Александр Акимович
Алекса́ндр Аки́мович Воробьёв (12 сентября 1909, г. Стерлитамак, Стерлитамакский уезд, Уфимская губерния, Российская империя — 3 сентября 1981, г. Томск, Томская область, РСФСР, СССР) — советский учёный-физик, доктор физико-математических наук (1939), профессор (1940), общественный деятель. Директор (ректор) Томского политехнического института имени С. М. Кирова (1944—1970), заслуженный деятель науки и техники РСФСР (1960), член-корреспондент Академии педагогических наук СССР (АПН СССР) при Министерстве просвещения СССР (1970).

## Биография
Александр Воробьёв родился 12 сентября 1909 года в городе Стерлитамаке (Стерлитамакский уезд, Уфимская губерния, Российская империя), в семье служащего. В семье Акима Александровича и Анны Георгиевны Воробьёвых было семь детей: пять сыновей и две дочери. Александр был четвёртым сыном.
В 1926 году окончил девятилетнюю школу в Красноярске и поступил в Красноярский мелиоративный техникум, где проучился один год.
В 1927 году поступил, а в 1931 году окончил физико-математический факультет Томского университета по специальности «Исследования материалов».
В 1931—1934 годах учился в аспирантуре Сибирского физико-технического института (СФТИ), одновременно работал на кафедре физики Томского университета.
В январе 1935 года, в возрасте двадцати пяти лет, защитил диссертацию на соискание учёной степени кандидата физико-математических наук, которая была ему присвоена в апреле 1935 года. В этом же году был назначен старшим научным сотрудником СФТИ и избран по конкурсу доцентом ТГУ. В 1935—1937 годах — заместитель директора СФТИ по научной части.
В 1938 году зачислен в штат Томского индустриального института (ТИИ), доцентом кафедры электрических станций, сетей и систем.
В 1939 году защитил диссертацию на соискание учёной степени доктора физико-математических наук в Ленинградском индустриальном институте (ЛИИ).
В апреле 1940 года назначен деканом энергетического факультета Томского индустриального института (ТИИ).
19 октября 1940 года протоколом ВАК был утверждён в учёном звании профессора и избран на должность заведующего кафедрой электрических сетей, систем и техники высоких напряжений ТИИ.
С 15 ноября 1940 года по 15 апреля 1944 года занимал должность заместителя директора по учебной и научной работе ТИИ.
В 1941—1946 годах — заведующий кафедрой физики ТИИ.
С 1944 по 1970 годы — директор (ректор) Томского политехнического института имени С. М. Кирова (ТПИ).
В 1945 году — член Томского областного комитета ВКП(б).
В 1950-е и 1960-е годы — депутат Томского городского и областного советов депутатов трудящихся.
С 1959 по 1971 годы — депутат Верховного совета РСФСР V, VI VII созывов от Томской области.
С 1963 года — председатель Межвузовского координационного совета.
В 1970 году избран членом-корреспондентом Академии педагогических наук СССР (АПН СССР) при Министерстве просвещения СССР.
Александр Воробьёв является основателем известных научных школ, в которых под его руководством подготовлено 20 докторов наук, более 100 кандидатов наук, а также автором более 500 научных статей, 27 монографий, более 10 изобретений, около тысячи публикаций в виде научных, методических, общеобразовательных и прочих статей.
Скончался 3 сентября 1981 года в городе Томске. Похоронен на Бактинском кладбище.

### Семья
- Отец — Аким Александрович Воробьёв (согласно автобиографии Александра Воробьёва, отец умер в 1942 году в Томске), до Октябрьской революции 1917 года служил в конторе казённого винного склада сначала писцом, затем конторщиком.
- Мать — Анна Георгиевна, домохозяйка.
- Старший брат (бывший колчаковский офицер) эмигрировал в США, два брата пропали без вести на фронте в 1941 и 1942 годах во время Великой Отечественной войны (1941—1945).
- Сестра — Антонина.

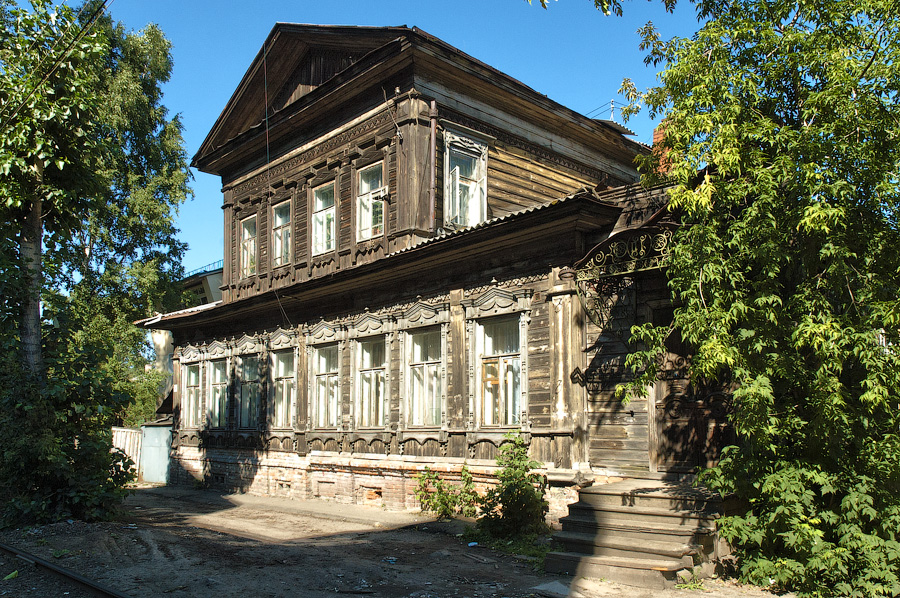
Родовое гнездо Завадовских в Томске, где жил Александр Воробьёв и родились его дети.

- Жена — Екатерина Константиновна Завадовская (1913—2004), советский и российский учёный-физик, доктор технических наук (1955), профессор кафедры физики твёрдого тела Томского политехнического университета (ТПУ), почётный член Академии электротехнических наук РФ.
  - Сын — Владимир Александрович Воробьёв (род. 23 июля 1936), советский и российский учёный, доктор технических наук, профессор, заведующий кафедрой «Автоматизация производственных процессов» факультета дорожных и технологических машин Московского автомобильно-дорожного государственного технического университета (МАДИ) (1975 — н. в.), заслуженный деятель науки и техники РФ, член-корреспондент Российской академии архитектуры и строительных наук (РААСН)[1].
  - Сын — Сергей Александрович Воробьёв (7 мая 1944 — 9 января 1992), доктор физико-математических наук (1975), профессор, старший научный сотрудник Научно-исследовательского института ядерной физики (НИИЯФ) при Томском политехническом университете (ТПУ).
  - Дочь — Татьяна Александровна Воробьёва (род. 14 августа 1945), выпускница ТПИ 1968 года.

## Признание заслуг

### Государственные награды и звания СССР
- 1945 — орден Ленина
- 1945 — орден Трудового Красного Знамени
- 1946 — медаль «За доблестный труд в Великой Отечественной войне 1941—1945 гг.»
- 1948 — медаль «В память 800-летия Москвы»
- 1957 — медаль «За освоение целинных земель»
- 1958 — орден Трудового Красного Знамени
- 1960 — почётное звание «Заслуженный деятель науки и техники РСФСР»
- 1961 — орден Ленина
- 1967 — орден Ленина

#### Ведомственные награды СССР
- 1945 — знак отличия «Отличник социалистического соревнования Наркомэлектро» Народного комиссариата электропромышленности СССР
- 1946 — знак отличия «Отличник социалистического соревнования цветной металлургии» Народного комиссариата цветной металлургии СССР
- 1946 — знак отличия «Отличник социалистического соревнования угольной промышленности» Народного комиссариата угольной промышленности СССР
- 1950 — знак отличия «Отличник социалистического соревнования КПСС»
- 1960 — большая золотая медаль «За успехи в народном хозяйстве СССР» Главного комитета ВДНХ СССР
- 1960 — нагрудный знак «Шахтёрская слава» III степени Министерства угольной промышленности СССР
- 1965 — диплом почёта I степени ВДНХ СССР
- 1966 — нагрудный знак «За активную работу в комсомоле» ЦК ВЛКСМ
- 1968 — нагрудный знак «Шахтёрская слава» II степени Министерства угольной промышленности СССР
- 1969 — нагрудный знак «Шахтёрская слава» I степени Министерства угольной промышленности СССР

#### Другие награды
- 1956 — золотые наручные часы «За активное участие в создании Барнаульского телецентра»
- 1956 — золотые наручные часы «За сооружение Томского телецентра»
- Множество дипломов и почётных грамот различного уровня

## Память
- В 1999 году в связи с 90-летием со дня рождения Александра Воробьёва на главном корпусе Томского политехнического университета (ТПУ) была установлена мемориальная доска в его честь, на которой он назван «Выдающимся организатором высшей школы Сибири».

## Сочинения
- Воробьёв А. А. Экспериментальные закономерности электронных процессов в ионных кристаллах, требующие теоретического обобщения. // «Известия Томского технологического института» [«Известия ТТИ»]. — 1958. — Т. 94. — С. 3—15.
- Воробьёв А. А. О применении ускорителей в электропередаче постоянным током высокого напряжения. // «Известия Томского технологического института» [«Известия ТТИ»]. — 1948. — Т. 66, вып. 1. — С. 23.
- Воробьёв А. А. Электрические разряды и грозы в недрах земли. // «Известия Томского технологического института» [«Известия ТТИ»]. — 1974. — Т. 195. — С. 30—34.
- Воробьёв А. А. Поведение изоляции и электроаппаратуры при низких температурах. // «Известия Томского технологического института» [«Известия ТТИ»]. — 1940. — Т. 59, [Вып. 1-3]. — С. 169—191.
- Воробьёв  А. А. Импульсная рентгенография. // «Известия Томского технологического института» [«Известия ТТИ»]. — 1951. — Т. 70, вып. 2. — С. 3—9.
- Воробьёв  А. А. Двухполупериодная схема ускорения в синхротроне. // «Известия Томского технологического института» [«Известия ТТИ»]. — 1960. — Т. 105. — С. 3—4.
- Богородицкий Н. П., Волокобинский Ю. М., Воробьёв А. А., Тареев Б. М. Теория диэлектриков. — М. Л.: «Энергия», 1965. — 344 с. — 10 000 экз.
- Воробьёв  А. А. Инерционно-плазменная гипотеза собственного и электрического полей Земли. // «Известия Томского технологического института» [«Известия ТТИ»]. — 1976. — Т. 264. — С. 116—136.